# Kljajićevo
Kljajićevo (en serbe cyrillique : Кљајићево) est une localité de Serbie située dans la province autonome de Voïvodine et sur le territoire de la ville de Sombor, district de Bačka occidentale. Au recensement de 2011, elle comptait 5 054 habitants.
Kljajićevo est officiellement classé parmi les villages de Serbie.

## Histoire
Dans le secteur de Kljajićevo, les archéologues ont mis au jour des vestiques remontant au Néolithique. En 1391, une localité nommée Sent Kiraj (Sveti Kraj) est mentionnée à l'emplacement actuel du village. Kljajićevo est mentionné pour la première fois en 1601, sous le nom de Krnjaja. Pendant la période ottomane (XVIe et XVIIe siècles), Krnjaja était peuplée par des Serbes. Pendant la période autrichienne, des populations germaniques s'installèrent dans le village et elles formèrent rapidement le groupe plus important de la localité. Après la Seconde Guerre mondiale, les Allemands quittèrent Kljajićevo, consécutivement aux événements de la guerre. Des Serbes venus de Croatie (Lika, Gorski Kotar, Žumberak et Kordun) s'y installèrent à leur place. Le nom actuel de Kljajićevo a été introduit en 1949, en l'honneur de Miloš Kljajić, un héros national de la Yougoslavie, né à Kordun et tué sur la Žumberak en 1944.

## Démographie

### Évolution historique de la population
| 1948  | 1953  | 1961  | 1971  | 1981  | 1991  | 2002  | 2011  |
| ----- | ----- | ----- | ----- | ----- | ----- | ----- | ----- |
| 5 847 | 6 028 | 6 088 | 5 805 | 5 850 | 5 737 | 6 012 | 5 054 |

|  |